# 嗜盐杆菌属
嗜盐杆菌属（学名：Halotalea）为盐单胞菌科的一属细菌。该属的模式种为Halotalea alkalilenta。

## 下属物种
本属包括以下物种：
- 栖碱嗜盐杆菌 Halotalea alkalilenta Ntougias et al. 2007[1]